# 笠上黒生駅
笠上黒生駅（かさがみくろはええき）は、千葉県銚子市笠上町にある、銚子電気鉄道銚子電気鉄道線の駅である。駅番号はCD05。

## 歴史
- 1925年（大正14年）7月1日[1][2]：銚子鉄道の駅として開業。
- 1948年（昭和23年）8月20日：銚子鉄道が銚子電気鉄道に社名変更。同社の駅となる。
- 1995年（平成7年）6月24日：当駅と本銚子駅との間で、列車衝突事故が発生。
- 1999年（平成11年）7月18日：駅構内の腕木式信号機が色灯式信号機に交換される[3]。
- 2007年（平成19年）8月4日：「貧乏をトリ」像設置。
- 2010年（平成22年）5月：デハ2000形・クハ2500形運行対応のため、上下線の銚子方ホームの延長およびホームへの通路構造変更。
- 2014年（平成26年）1月11日：外川発銚子行きの電車が駅構内のポイント上で脱線。2000形2002編成の2両の連結面寄りの台車がそれぞれ脱線していた。負傷者なし[4]。
- 2015年（平成27年）12月1日：2020年（令和2年）12月31日まで、スカルプケアアイテムの企画と開発を行う株式会社メソケアプラスが命名権（ネーミングライツ）を取得・行使[5]し、髪毛黒生（かみのけくろはえ）を冠した愛称となっていた[6][7][8]。愛称名の導入を記念し、昆布を使用した「髪毛黒生駅」記念入場券を販売[9]。
- 2025年（令和7年）
  - 8月6日：ナウル共和国が命名権を取得・行使し、ナウル共和国を冠した愛称となる[10]。
  - 年内：駅舎内に日本ナウル友好記念博物館を開設（予定）[10]。

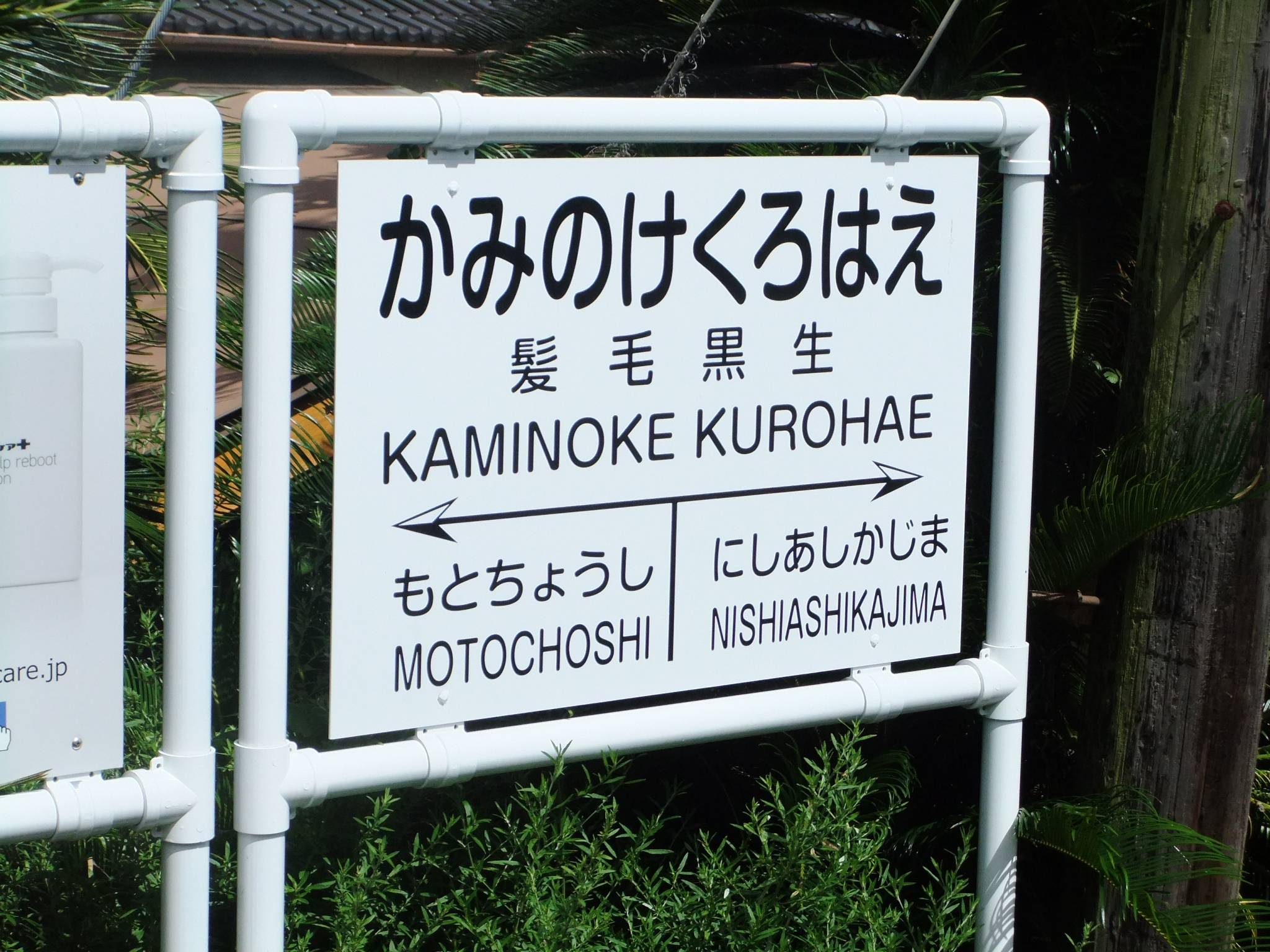
駅名標（2016年8月）

## 駅構造
相対式ホーム2面2線の地上駅。木造駅舎を有する。駅員配置駅。硬券入場券・乗車券、鉄道グッズ、ぬれ煎餅が購入可能である。トイレ有。

### 特徴
- 駅舎は木造平屋建てで、待合室が併設されている。待合室は駅舎の反対側のホームである上りホームにも設置されている。2010年4月に2000形の導入に伴い銚子側にホームが延伸した。駅入口は住宅と住宅の間の通路を通る形のため、駅入口の路地に駅誘導案内板が車道にある。
- 上りホームには、ハドソンのゲーム『桃太郎電鉄』シリーズの協賛企画「しあわせ三像」のうち「貧乏をトリ（取り）像がある[11]。
- 銚子電気鉄道線唯一の上下交換可能駅である（仲ノ町駅も配線上は列車交換可能であるが、ホームが片側のみの設置であり交換を行う列車は設定されていない）。この駅で電車同士が交換する際にはタブレット（通票・通券）の交換風景を見ることができる。また、交換する場合、下り列車側（外川方面行き）に構内優先進入権があり、上り列車側（銚子方面行き）は、下り列車が構内に進入するまで場内信号機の手前で停止し、待機しなければならない取り決めがなされている。
- かつては手動によるポイント操作を行っていたが、現在はスプリングポイントにより操作を不要としている。駅員は通票交換と確認作業に専念できるため、非自動ながら安全性を向上させている（2014年（平成26年）の同ポイントにおける脱線事故以降、当分の間「ポイントの手前で一旦停止・10km/hでの構内進入」の措置が取られている）。
- 上りホームの南側には留置線があり、廃車となった車両が止め置かれて物置として利用されることがある。かつてはデハ101が、2016年10月現在はユ101形が留置されている。
- 駅構内には銚子電気鉄道線全線へ電気を供給する変電所が設置されている。

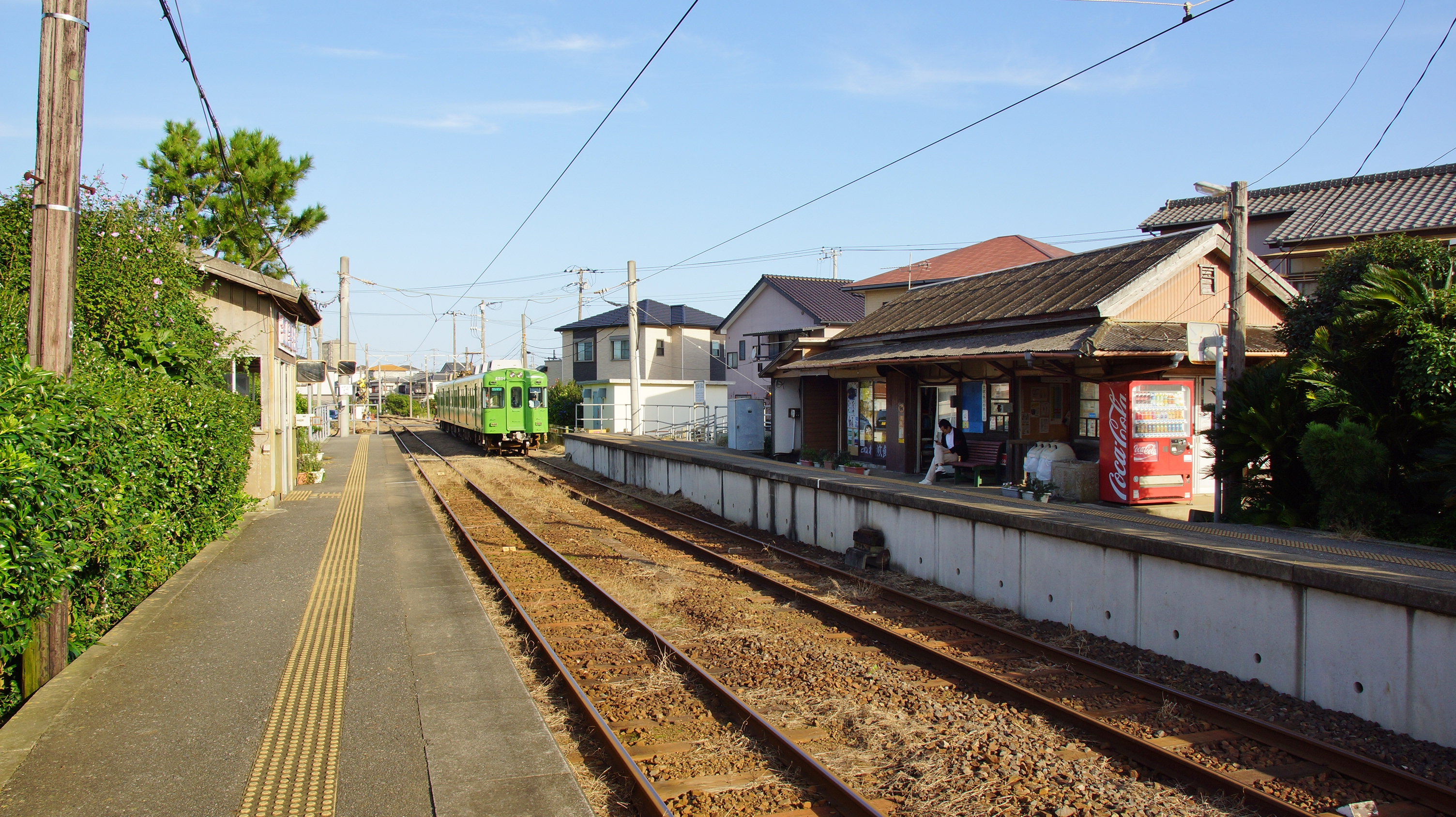
駅ホーム（2015年10月）

## 利用状況
1日平均乗車人員 78人（2019年度）
近年の一日平均乗車人員推移は下表の通り。
| 年度   | 一日平均 乗車人員 |
| ------ | ----------------- |
| 2007年 | 262               |
| 2008年 | 148               |
| 2009年 | 151               |
| 2010年 | 139               |
| 2011年 | 124               |
| 2012年 | 131               |
| 2013年 | 117               |
| 2014年 | 108               |
| 2015年 | 110               |
| 2016年 | 102               |
| 2017年 | 114               |
| 2018年 | 94                |
| 2019年 | 78                |

## 駅周辺

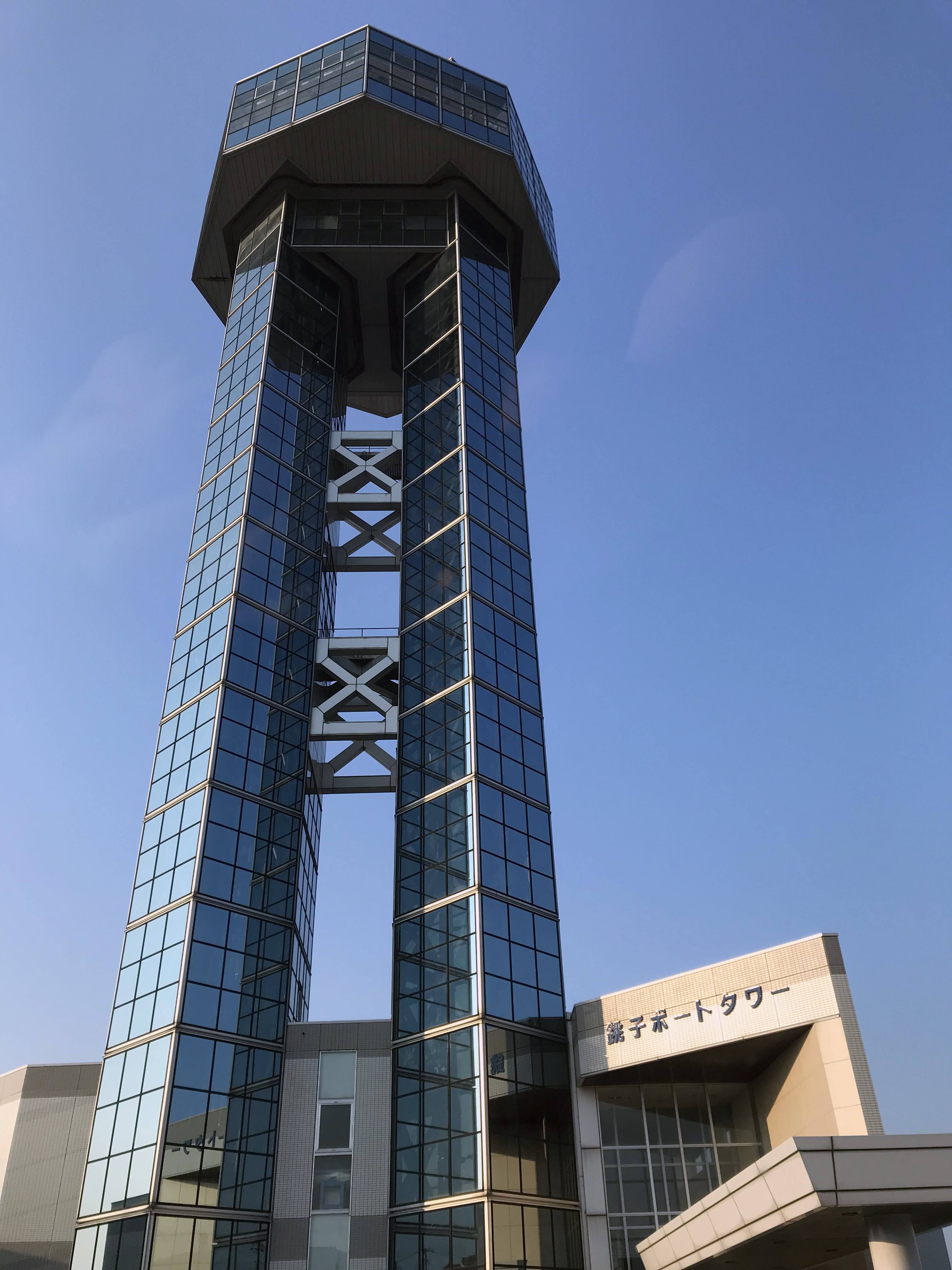
銚子ポートタワー

駅周辺の黒生（くろはい）地区は、かつて良質の粘土が産出されたことから日本屈指の瓦の生産地だった。その名残から、今も瓦屋やブロック屋が多い。
- 千葉県道254号銚子公園線
- ハーブガーデンポケット
  - 駅より徒歩約10分。ハーブを中心に多くの花々で彩られる庭園。入場無料。
- 銚子ポートタワー・ウォッセ21
  - 駅より徒歩約25分。水産ポートセンター内にある高さ57.7mのツインタワー構造の有料展望台。銚子電鉄の弧廻手形（一日乗車券）で割引入場できる。隣接するウォッセ21は各種魚貝類などの土産品が購入できるほか、食事も可能。
- 銚子漁港第三卸売市場・銚子外港
  - 駅より徒歩約30分。主に大型魚が揚がる第一市場、主に青物が揚がる第二市場に比べ、第三市場はサンマ、キンメダイ、カツオ、ヒラメなど多種多様な魚が揚がる。また、周辺はカモメなどのバードウォッチングポイントでもある。
- 銚子信用金庫 橋本支店
- 夫婦ヶ鼻公園

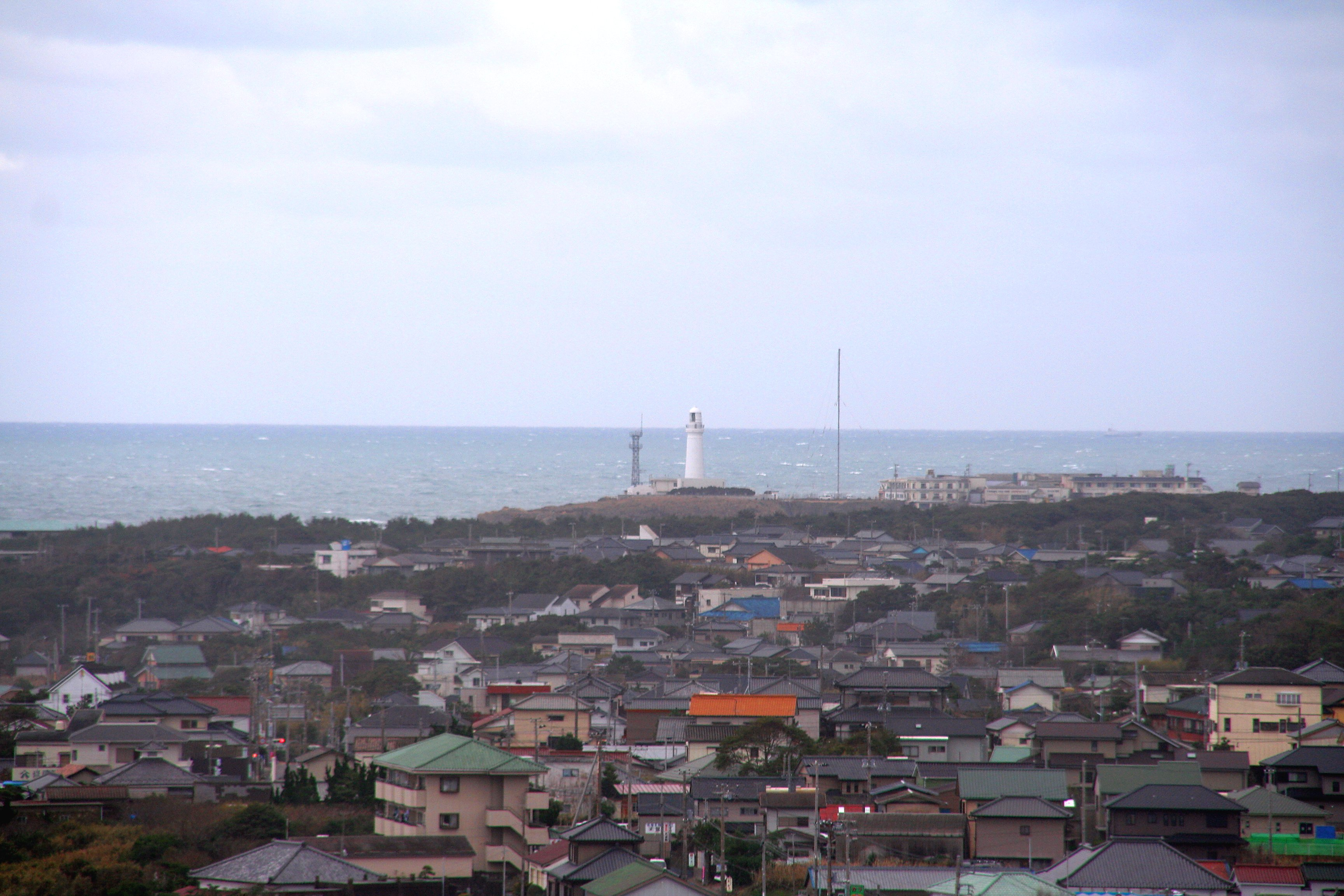
銚子ポートタワーより望む黒生地区（2007年1月）

## バス路線
| のりば | 系統     | 主要経由地             | 行先   | 運行会社             | 備考 |
| ------ | -------- | ---------------------- | ------ | -------------------- | ---- |
| 笠上駅 | 海鹿島線 | 西海鹿島・海鹿島・黒生 | 銚子駅 | 京成タクシーイースト |      |
| 笠上駅 | 海鹿島線 | 陣屋町                 | 銚子駅 | 京成タクシーイースト |      |

## 隣の駅
銚子電気鉄道
■銚子電気鉄道線
本銚子駅（CD04） - 笠上黒生駅（CD05） - 西海鹿島駅（CD06）

## 当駅が登場する主な作品
- FUNKY MONKEY BABYSの「恋の片道切符」のPVに当駅が使用された。